# 2018-as magyar férfi vízilabdakupa
A 2018-as magyar férfi vízilabdakupa (hivatalosan 2018. évi BENU Férfi Vízilabda Magyar Kupa) a magyar vízilabda-bajnokság után a második legrangosabb hazai versenysorozat. A Magyar Vízilabda-szövetség írta ki és 17 csapat részvételével bonyolította le. A mérkőzéssorozat győztese a LEN-Európa-kupában indulhat. A kupát a Ferencvárosnyerte, története során 18. alkalommal.

## Sorsolás
A sorsolásra 2018. október 17-én, 12:00 órakor került sor a Hajós Alfréd Sportuszodában. A sorsolás rendszere: vaksorsolás.

## Lebonyolítás
A verseny két fő szakaszból állt: egy selejtező csoportkörből és egy egyenes kieséses szakaszból. A 2018–19-es élvonalbeli vízilabda-bajnokság 16 csapata és a további nevezett csapatok négy csoportba kerültek.
A csoportokban a csapatok egyfordulós – 1–4. forgatási táblázatú – körmérkőzéssel döntötték el a helyezéseket. A csoportok első és második helyezett csapatai kerültek az egyenes kieséses szakaszba. A legjobb nyolc között oda-visszavágós, az elődöntőben és a döntőben pedig egymérkőzéses párharcokat vívtak.
| Országos Bajnokság I A 2017–18-as szezon első osztályú bajnokságának csapatai |                                          |                                          |                                    |
| - Ferencváros - Szolnok - Eger - OSC                                          | - BVSC - Miskolc - Bp. Honvéd - Debrecen | - Kaposvár - Pécsi VSK - Szentes - Vasas | - AVUS - Tatabánya - UVSE - Szeged |
| Országos Bajnokság I/B A 2017–18-as másodosztályú bajnokság győztese          |                                          |                                          |                                    |
| - KSI                                                                         |                                          |                                          |                                    |

## Csoportkör
A csoportkör során mind a csoportmérkőzéseket ugyanazon a helyszínen rendezték meg. A csapatok körmérkőzéses rendszerben mérkőztek meg egymással. A csoportok első két helyezett csapata jutott a negyeddöntőbe.

### A-csoport
A mérkőzéseket az Abay Nemes Oszkár Sportuszodában rendezték, Pécsett.
| Csapat                     | M | W | D | L | GF | GA | GD  | Pts |
| -------------------------- | - | - | - | - | -- | -- | --- | --- |
| A-HÍD OSC Újbuda           | 3 | 3 | 0 | 0 | 51 | 18 | +33 | 9   |
| BVSC-Zugló MKB Euroleasing | 3 | 2 | 0 | 1 | 28 | 24 | +4  | 6   |
| PVSK-Mecsek Füszért        | 3 | 1 | 0 | 2 | 25 | 32 | −7  | 3   |
| UVSE                       | 3 | 0 | 0 | 3 | 15 | 45 | −30 | 0   |

### B-csoport
A mérkőzéseket a Tiszaligeti uszodában rendezték, Szolnokon.
| Csapat              | Pld | W | D | L | GF | GA | GD  | Pts |
| ------------------- | --- | - | - | - | -- | -- | --- | --- |
| Szolnoki Dózsa      | 3   | 3 | 0 | 0 | 31 | 15 | +16 | 9   |
| Budapesti Honvéd SE | 3   | 2 | 0 | 1 | 34 | 27 | +7  | 6   |
| Kaposvári VK        | 3   | 1 | 0 | 2 | 27 | 38 | −11 | 3   |
| VasasPlaket         | 3   | 0 | 0 | 3 | 16 | 28 | −12 | 0   |

### C-csoport
A mérkőzésket a Bitskey Aladár uszodában rendezték, Egerben.
| Csapat           | Pld | W | D | L | GF | GA | GD  | Pts |
| ---------------- | --- | - | - | - | -- | -- | --- | --- |
| ZF-Eger          | 4   | 4 | 0 | 0 | 64 | 31 | +33 | 12  |
| Debrecen         | 4   | 2 | 1 | 1 | 44 | 41 | +3  | 7   |
| AVUS             | 4   | 2 | 0 | 2 | 40 | 42 | −2  | 6   |
| Metalcom-Szentes | 4   | 1 | 1 | 2 | 41 | 49 | −8  | 4   |
| KSI SE           | 4   | 0 | 0 | 4 | 27 | 53 | −26 | 0   |

### D-csoport
A mérkőzéseket a Szegedi Sportuszodában rendezték, Szegeden.
| Csapat                | Pld | W | D | L | GF | GA | GD  | Pts |
| --------------------- | --- | - | - | - | -- | -- | --- | --- |
| FTC-Telekom           | 3   | 3 | 0 | 0 | 46 | 22 | +24 | 9   |
| PannErgy-Miskolci VLC | 3   | 2 | 0 | 3 | 40 | 29 | +11 | 6   |
| Szegedi VE            | 3   | 1 | 0 | 2 | 21 | 38 | −17 | 3   |
| Tatabányai VSE        | 3   | 0 | 0 | 3 | 22 | 40 | −18 | 0   |

## Negyeddöntők
A továbbjutott 8 csapatot vaksorsolással 4 párba sorsolják. A párba sorsolt csapatok két mérkőzést játszanak az elődöntőbe jutásért. A továbbjutás a két mérkőzés összesített eredménye alapján történik. Az első mérkőzésen pályaválasztó az elsőnek kisorsolt csapat. Az első mérkőzéseken döntetlen eredmény születhet, a második mérkőzést döntésig kell játszani (FINA szabálynak megfelelően 5db 5 méteres, amennyiben nincs döntés felváltva az első hibáig)
| 1. csapat           | Össz. | 2. csapat                        | 1. mérk. | 2. mérk. |
| ------------------- | ----- | -------------------------------- | -------- | -------- |
| Budapesti Honvéd SE | 12–19 | BVSC-Zugló                       | 5–11     | 7–8      |
| Debreceni VSE       | 10–26 | PannErgy-Miskolci Vízilabda Club | 5–12     | 5–14     |
| Szolnoki Dózsa      | 11–19 | A-HÍD OSC Újbuda                 | 4–12     | 7–7      |
| ZF-Eger             | 17–27 | FTC Telekom Waterpolo            | 9–12     | 8–15     |

## Elődöntők
Az elődöntőbe jutott 4 csapat között sorsolással került kiválasztásra a két-két csapat, melyek egy mérkőzésen küzdöttek meg a döntőbe jutásért. A vesztes csapatok nem játszottak a harmadik helyért, mind a két csapat harmadik helyezettnek tekintendő. Az elődöntő és a döntő helyszínét az MVLSZ  választotta ki.
| 2018. december 15. | A-HÍD OSC Újbuda       | 7-11        | FTC-Telekom   | Komjádi Béla Sportuszoda, Budapest Nézőszám: 1,200 |
| 2018. december 15. | (3–2, 1–5, 2–3, 1–1)   |             |               | Komjádi Béla Sportuszoda, Budapest Nézőszám: 1,200 |
| 2018. december 15. | Manhercz, Ranđelović 2 | Jegyzőkönyv | Varga Dénes 5 | Komjádi Béla Sportuszoda, Budapest Nézőszám: 1,200 |

| 2018. december 15. | BVSC-Zugló MKB Euroleasing | 8-9         | PannErgy-Miskolci VLC | Komjádi Béla Sportuszoda, Budapest Nézőszám: 800 |
| 2018. december 15. | (2–2, 3–3, 2–3, 1–1)       |             |                       | Komjádi Béla Sportuszoda, Budapest Nézőszám: 800 |
| 2018. december 15. | Török, Létay 2             | Jegyzőkönyv | Stojanović 4          | Komjádi Béla Sportuszoda, Budapest Nézőszám: 800 |

## Döntő

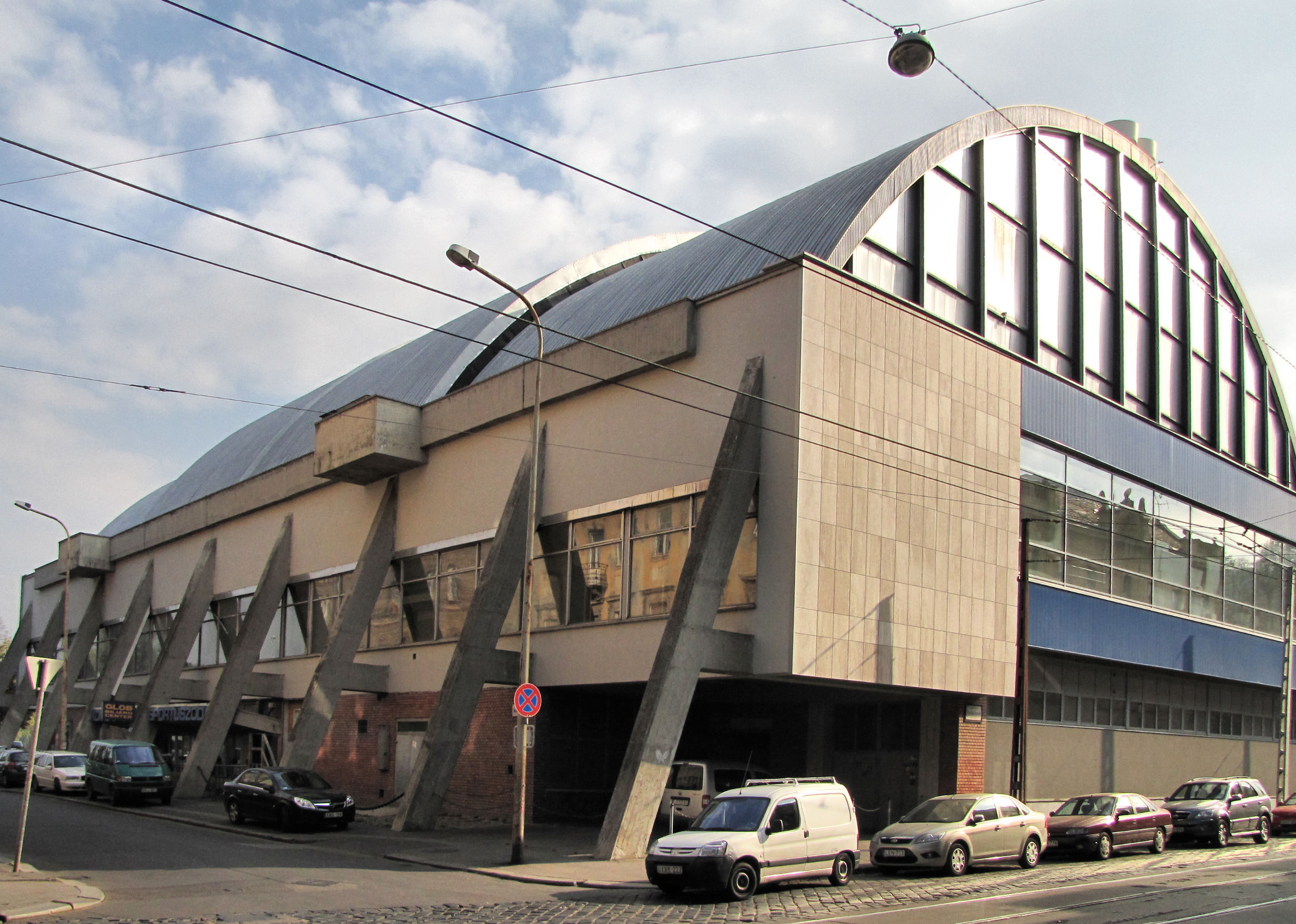
A négyes döntő mérkőzéseit a Komjádi uszodában rendezték

Az elődöntő két győztes csapata a mérkőzhetett a kupa elnyeréséért. 
| 2018. december 16. | FTC-Telekom          | 10–4        | PannErgy-Miskolci VLC | Komjádi Béla Sportuszoda, Budapest Nézőszám: 1,400 |
| 2018. december 16. | (4–2, 2–1, 2–1, 2–0) |             |                       | Komjádi Béla Sportuszoda, Budapest Nézőszám: 1,400 |
| 2018. december 16. | Varga Dénes 4        | Jegyzőkönyv | Bowen 2               | Komjádi Béla Sportuszoda, Budapest Nézőszám: 1,400 |

| 2018. évi Férfi Vízilabda BENU Magyar Kupa |
| ------------------------------------------ |
| FTC-Telekom 18. cím                        |

Végeredmény
|                            | Csapat                |
| -------------------------- | --------------------- |
|                            | FTC-Telekom           |
|                            | PannErgy-Miskolci VLC |
|                            | A-HÍD OSC Újbuda      |
| BVSC-Zugló MKB Euroleasing |                       |